# Hiroshi Masuoka
Hiroshi Mazuoka - em japonês, 増岡 浩 Masuoka Hiroshi (?, 13 de março de 1960) é um ex-piloto japonês de ralis
Com uma carreira ligada à Mitsubishi Motors, Masuoka ficou famoso por competir no Rali Dacar, onde foi bicampeão entre 2001 e 2002, pilotando um Mitsubishi Pajero. Ganhou também o Baja Italia em 2003. 
Em 2007, participou de seu vigésimo Dacar consecutivo, mas ele não teve sucesso. Após a malsucedida participação no rali, Masuoka encerrou a carreira, e hoje vive em Iruma, próxima a Saitama.